# Nationalgericht

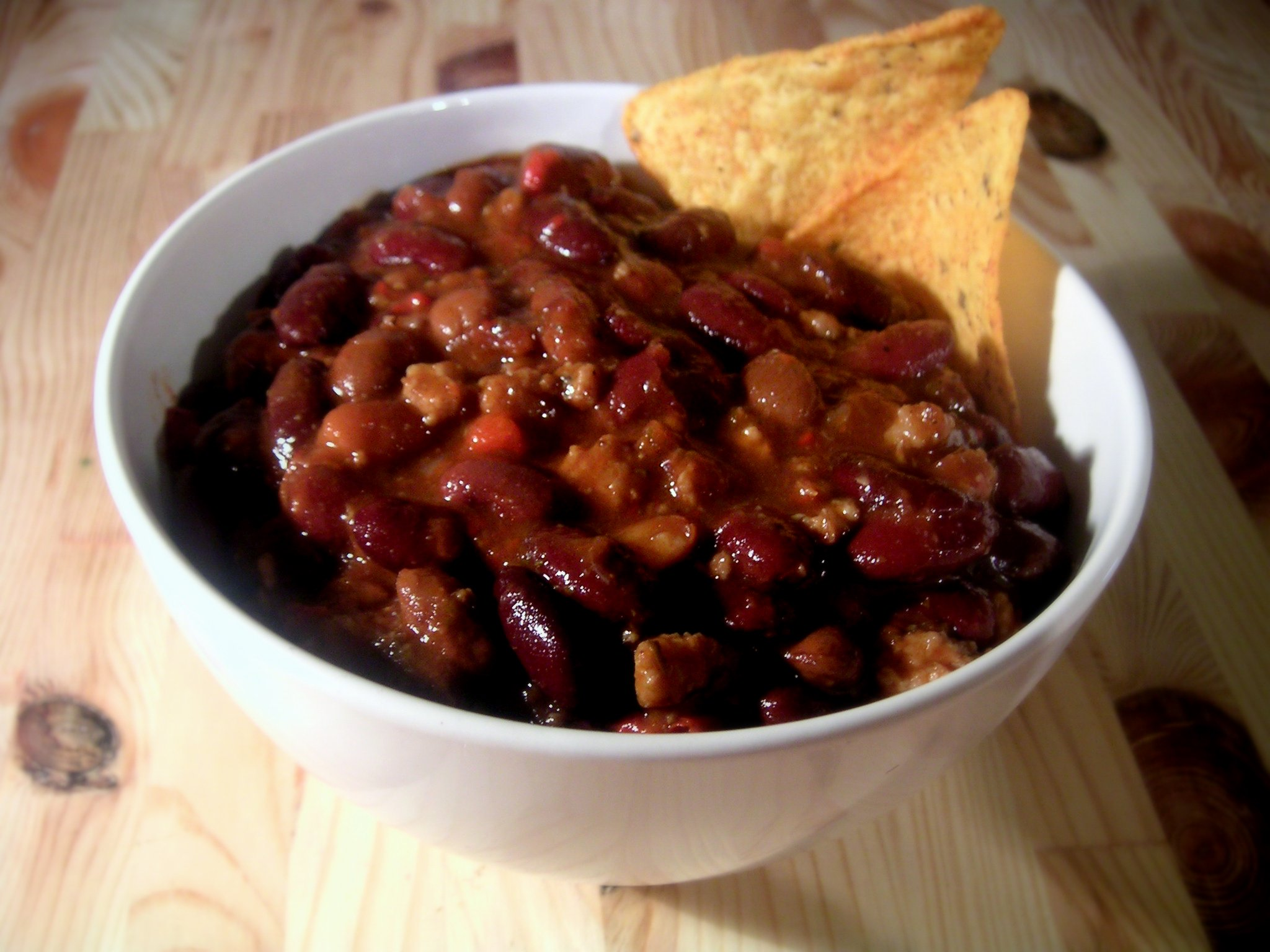
Chili con Carne – scharfes Fleischgericht mit strittigem Ursprung; seit 1977 offizielles State Dish (Staatsgericht) des US-Bundesstaates und „Chilistaates“ Texas

Als Nationalgericht werden Speisen bezeichnet, die als typischer Bestandteil einer Nationalküche gelten. Mit dem Begriff ist im Allgemeinen die Vorstellung verbunden, es handele sich um traditionell überlieferte Gerichte, die im betreffenden Land von der Mehrheit der Bevölkerung gegessen werden. Die Zuschreibung erfolgt oft nicht durch die Landesbewohner selbst, sondern aus der Sicht anderer Länder mit der Absicht, fremde Küchen zu kennzeichnen und von der eigenen abzugrenzen. So genannte Nationalgerichte können sowohl mit positiven als auch mit negativen Konnotationen verbunden sein und dienen oft als Klischee. Umgangssprachlich und in Kochbüchern werden mitunter auch bekannte Regionalgerichte als Nationalgericht bezeichnet, zum Beispiel Labskaus als „Hamburger Nationalgericht“.

## Allgemeines
Der Begriff Nationalgericht wurde ebenso wie Nationalküche in Europa erst im 19. Jahrhundert gebräuchlich und war vorher weitgehend unbekannt, da er in Zusammenhang steht mit der Idee des Nationalstaates und einer nationalen Kultur. In der Oeconomischen Encyclopädie von Johann Georg Krünitz aus dem 18. Jahrhundert ist der Begriff noch nicht enthalten, obwohl es beispielsweise Einträge für National-Tracht und National-Stolz gibt. Im Deutschen Wörterbuch der Brüder Grimm gibt es keinen eigenen Eintrag für den Begriff, das Wort ist jedoch bekannt. So heißt es im Artikel Haberbrei, es handele sich dabei um ein „altes nationalgericht der Deutschen“.
„Nationale Küchen sind in der Regel Konstrukte, die ihre Grundlage im Zeitalter der Nationalstaaten, also zumeist im 19. Jahrhundert haben. Diese Konstrukte halfen, die vielfältigen regionalen Küchen zu bündeln und nach außen, dem Fremden gegenüber, ein mehr oder minder einheitliches Bild aufzubauen.“ Soziologen und Kulturhistoriker gehen davon aus, dass es sich bei Nationalgerichten um Stereotype bzw. Klischees handelt, die mit den realen Ess- und Kochgewohnheiten der Gesamtbevölkerung eines Landes oft wenig zu tun haben. Eva Barlösius spricht von „fiktiven Konstruktionen“. “[…] the idea that there is such a thing as a traditional national dish is phoney, first because many of them are borrowed or adapted from elsewhere, and second because the idea of authentic national food is just as erroneous as that of an authentic national culture.” (deutsch: „die Idee, dass es so etwas wie ein traditionelles Nationalgericht gibt, ist Heuchelei, erstens weil viele Gerichte von anderen übernommen werden, und zweitens weil die Idee von authentischer Nationalkost ebenso irrig ist wie die einer authentischen Nationalkultur.“)
In einigen Ländern wurden ehemals reine Regionalgerichte zu Nationalspeisen erklärt und erst nachträglich popularisiert, teilweise im Zusammenhang mit dem im 20. Jahrhundert zunehmenden Tourismus. Am Beispiel der italienischen Pizza lässt sich belegen, dass ein ursprüngliches Arme-Leute-Essen durch Veredelung und Popularisierung im Ausland, zunächst in den USA, einen Imagewandel erfährt und erst deshalb in die Nationalküche aufgenommen und zum Nationalgericht des Ursprungslandes erhoben wird.
Nationalgerichte haben die doppelte Funktion, zum einen das Gefühl kultureller Identität zu verstärken, indem sie mit positiven Konnotationen versehen werden, und zum anderen eine Abgrenzung von anderen Kulturen zu ermöglichen. Andere Küchen und deren typische Gerichte werden häufig als weniger schmackhaft eingestuft und abgewertet. „Nationalküchen sind […] idealisierte Selbstbilder, die geeignet sind, Gefühle kultureller Überlegenheit gegenüber anderen Nationen zu fördern. Daneben existieren abschätzige Bezeichnungen über fremde, angeblich national übliche Kochstile.“ Nationalgerichte werden mitunter als typisch für einen angenommenen „Volkscharakter“ angesehen. Das mit Paprika gewürzte scharfe ungarische Gulasch beispielsweise wurde mit Temperament, aber auch Zügellosigkeit assoziiert.
Der österreichische Gastronomiejournalist Christoph Wagner spricht von „kulinarischem Nationalismus“, der sich darin äußere, dass angebliche Nationalspeisen als abwertende Bezeichnungen für andere Nationalitäten benutzt werden. So bezeichnen Engländer die Franzosen als „frogs“ (Frösche) und Deutsche als „Krauts“, in Deutschland und Österreich wurden Italiener in den 1960er Jahren zu „Spaghettifressern“ erklärt. Die Identifikation mit der eigenen Küche und die Abwertung fremder Gerichte existiert jedoch auch unabhängig von Nationalstaaten und ist auch bei Naturvölkern belegt, die das Essen anderer Stämme mitunter als „Viehfutter“ bezeichnen.
Es gibt eine Reihe von Beispielen, dass Speisen von Einwanderern oder ausländischen Arbeitskräften im Einwanderungsland dazu verwendet werden, diese sozialen Gruppen besonders zu kennzeichnen und sich von ihnen abzugrenzen. In der Folge werden diese Gerichte von außen zu typischen Nationalgerichten der Herkunftsländer deklariert, ohne Kenntnis der realen Nationalküchen und obwohl die Gerichte eigentlich nur für das soziale und regionale Umfeld der Migranten typisch sind, die oft aus unteren sozialen Schichten kommen. Beispiele sind Pizza, Makkaroni und Döner. Da Arme-Leute-Speisen schon im Heimatland kein hohes soziales Prestige haben, eignen sie sich besonders als negatives Stereotyp.

## Beispiele für die Entstehung von Nationalgerichten

### Deutschland

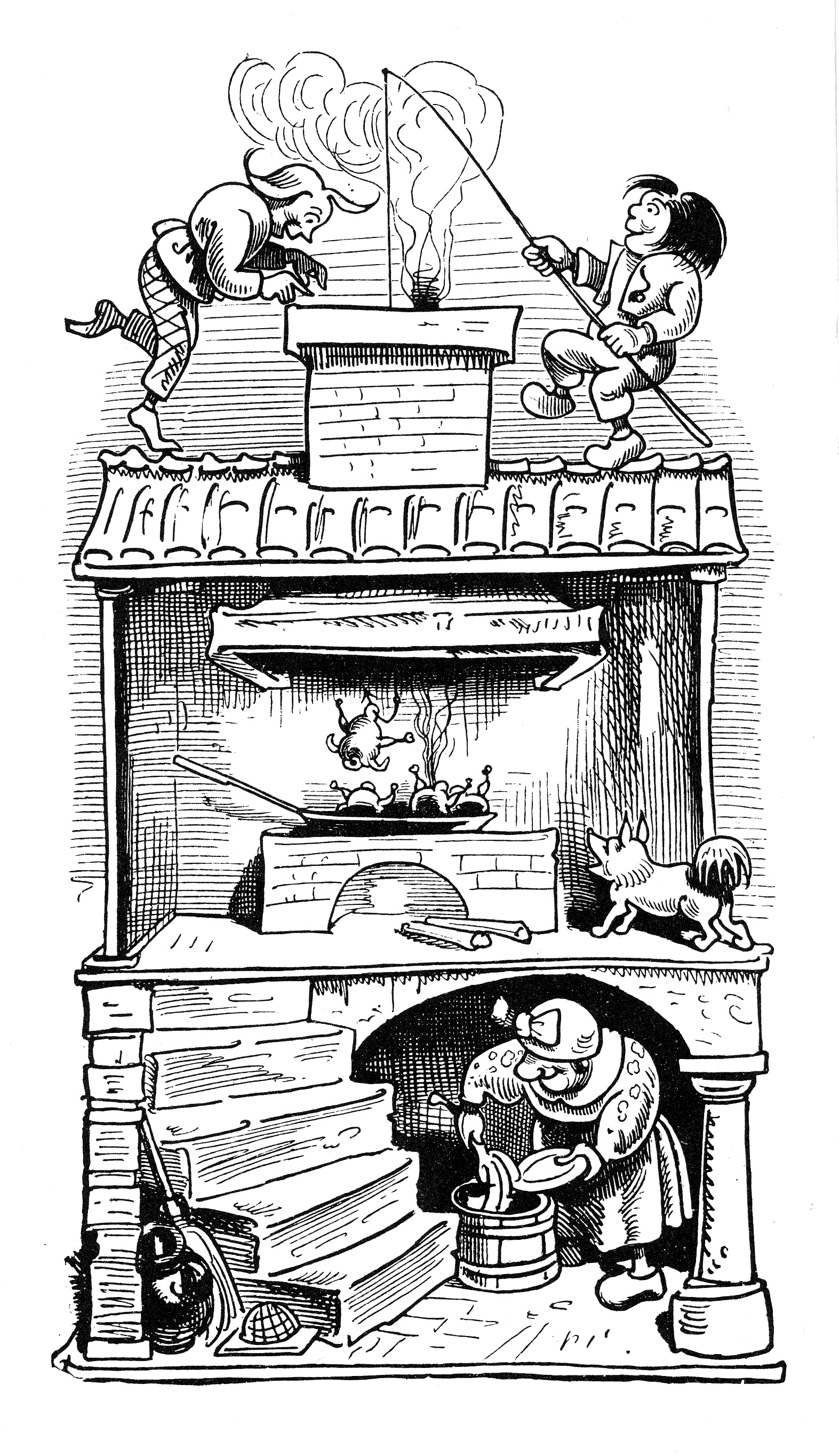
Wilhelm Busch: Max und Moritz („Witwe Bolte am Sauerkrautfass“), 1865

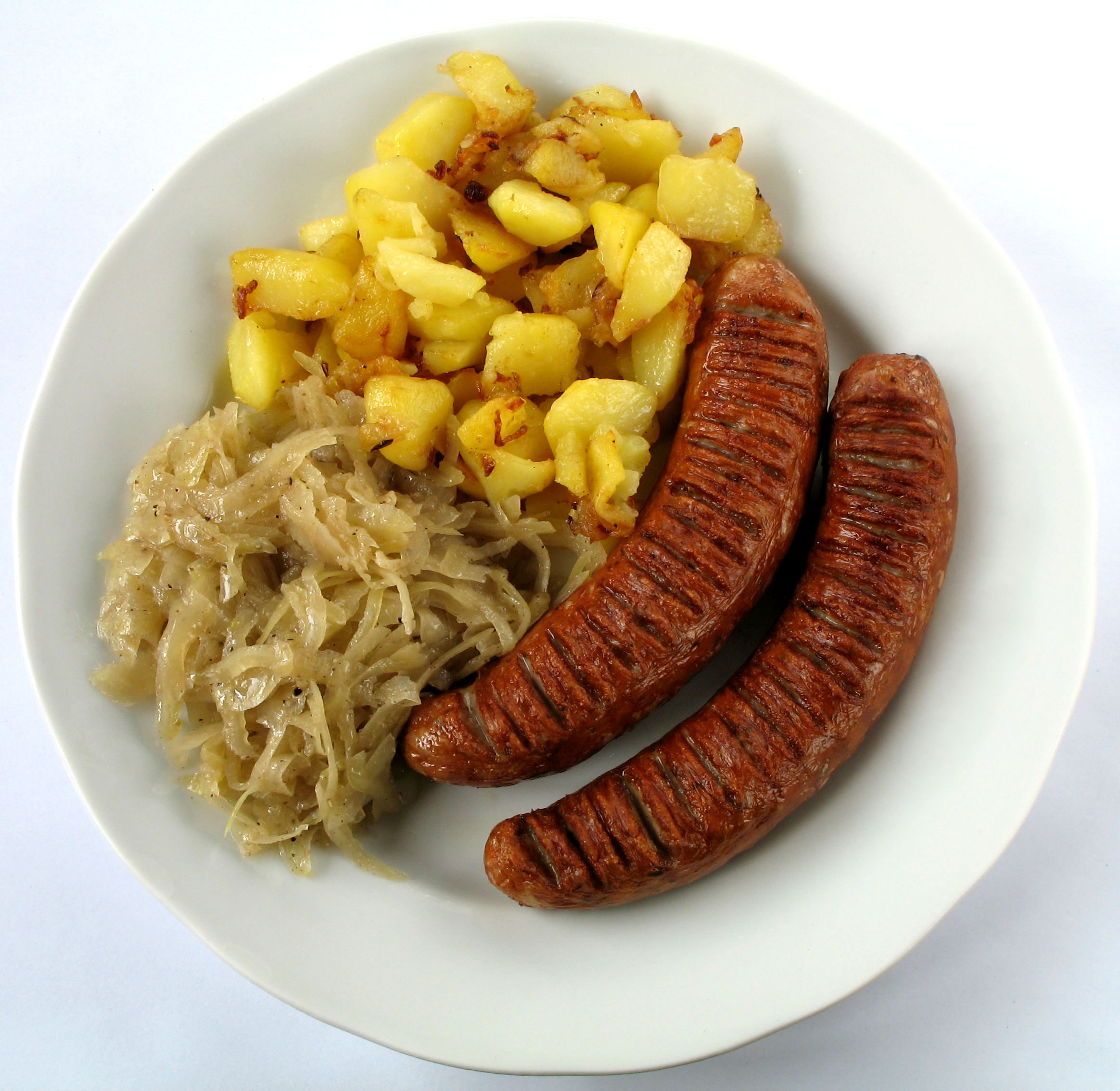
Bratwurst mit Sauerkraut und Bratkartoffeln

Voraussetzung für die Entstehung eines Nationalgerichts ist die Existenz einer Nationalküche. In der wissenschaftlichen Literatur ist die Auffassung vorherrschend, dass es keine nationale deutsche Küche gibt, sondern nur Regionalküchen. „Für die Vergangenheit ist […] kein Versuch erkennbar, aus den außerordentlich differenzierten Regionalküchen eine stilbildende für die gesamte deutsche Küche zu entwickeln.“ Die Ernährung in Süddeutschland weicht schon seit dem 16. Jahrhundert deutlich von der in Norddeutschland und auch in den östlichen Gebieten ab. Barlösius spricht von „norddeutscher Fleisch-Gemüse-Kost“ und „süddeutscher Milch-Mehlspeisen-Kost“. Dieser Unterschied wird auch in den regionalen Festtagsspeisen deutlich.
Die Küche des deutschen Adels orientierte sich in Deutschland bis zum Ersten Weltkrieg an der französischen Küche. „Die nationale Küche war nämlich immer auch die Küche der Untertanen, von der man sich als Aristokrat – allen Deutschtums zum Trotz – abzuheben hatte.“ Vertreter des Bürgertums distanzierten sich seit dem 18. Jahrhundert von der angeblich „verkünstelten“ französischen Kochkunst und der „Verwelschung“ der deutschen Küche. Als typisch deutsche Küche betrachteten sie die Hausmannskost.
In der Zeit des Nationalsozialismus gab es ideologisch motivierte Bestrebungen, eine deutsche Nationalküche zu schaffen. Ab 1933 verordnete das NS-Regime der Bevölkerung einmal pro Monat den so genannten Eintopfsonntag. Eintopf war im Gegensatz zur sonntäglichen Fleischmahlzeit ein billiges Gericht und das so eingesparte Geld sollte der NS-Volkswohlfahrt gespendet werden. Das war ein staatlich verordnetes Nationalgericht.
In vielen Ländern gilt Sauerkraut als deutsches Nationalgericht, meistens in Kombination mit Bratwurst oder mit Eisbein. Die Einschätzung, dass es sich dabei um „typisch deutsches Essen“ handelt, ist nicht nur im Ausland entstanden, sondern wurde auch von bekannten deutschen Dichtern verbreitet. Der Schwabe Ludwig Uhland rühmte das Sauerkraut in seinem Metzelsuppenlied: „Auch unser edles Sauerkraut, wir sollen's nicht vergessen; ein Deutscher hat's zuerst gebaut, drum ist's ein deutsches Essen.“ Sein Zeitgenosse Ludwig Börne schrieb in seinen Vermischten Aufsätzen leicht ironisch „Das Sauerkraut ist ein echt deutsches Essen; die Deutschen haben es erfunden und lieben und pflegen es mit aller Zärtlichkeit.“ Heinrich Heine erwähnt es in Deutschland. Ein Wintermärchen: „Der Tisch war gedeckt. Hier fand ich ganz die altgermanische Küche. Sey mir gegrüßt, mein Sauerkraut, holdselig sind deine Gerüche!“. Bei Wilhelm Busch kommt es in der bekannten Bildergeschichte Max und Moritz vor.
Sauerkraut war lange Zeit vor allem im süddeutschen Raum ein verbreitetes Alltagsgericht und wurde von allen Schichten gegessen. Es gehörte auch zu den Leibspeisen der Liselotte von der Pfalz, die am Hof von Ludwig XIV. in Versailles lebte. Sie ließ sich eigens aus Hannover ein Rezept für Sauerkraut schicken und übersetzte es für den französischen Koch. „Mett- und Knackwürste, geräucherte Gänse und auch Sauerkraut bekam Liselotte immer wieder einmal von ihren deutschen Verwandten geschickt.“
Im Ersten und Zweiten Weltkrieg wurde der Ausdruck Krauts von Amerikanern und Briten als Schimpfwort für Deutsche benutzt, die Assoziation von Sauerkraut mit deutscher Küche ist jedoch wesentlich älter und lässt sich in den USA anhand von Quellen bis ins 17. Jahrhundert zurückverfolgen. In Germantown bei Philadelphia ließen sich zu dieser Zeit deutsche Einwanderer aus Krefeld nieder, die ihre heimische Küche weiterhin pflegten und dazu gehörten auch Würste und Sauerkraut. Im 19. Jahrhundert kamen viele der deutschen Immigranten aus Süddeutschland und der Pfalz, die das Bild der deutschen Kultur in den USA entscheidend prägten. Bier, Sauerkraut und Bratwurst erschienen als typisch für die deutsche Küche. In New York lebten die Deutschen zunächst überwiegend in einer Straße, die den Beinamen „Sauerkraut-Boulevard“ erhielt. Heute ist Hot Dog mit Sauerkraut ein beliebtes Fast Food in New York. Das Wort Sauerkraut wurde in die englische Sprache übernommen.
Bratwurst gilt in den USA als ebenso deutsch wie Sauerkraut. Die Wisconsin Historical Society ist überzeugt: “Bratwurst and its close companion the semmel (hard roll) share a past deeply rooted in German culture.” (dt.: Bratwurst und ihr enger Begleiter, die Semmel, teilen eine Vergangenheit, die tief in der deutschen Kultur verwurzelt ist.) Es gibt in den USA geradezu eine Bratwurst-Region, die von Chicago über Wisconsin bis nach Minnesota reicht, in der besonders viele deutschstämmige Amerikaner leben. Milwaukee in Wisconsin gilt als Zentrum der Bratwurst-Tradition, und der Ort Sheboygan hat sich zur „Hauptstadt der Bratwurst“ ernannt und feiert jedes Jahr im August die „Bratwurst Days“. Im Allgemeinen wird amerikanische Bratwurst mit Sauerkraut, Senf und Zwiebeln serviert.
In Deutschland sind vor allem Thüringen und Franken für ihre Bratwürste bekannt, in Holzhausen bei Erfurt gibt es das 1. Deutsches Bratwurstmuseum.
Inzwischen werden oft auch ursprünglich nicht im deutschen Sprachraum entstandene Gerichte wie Döner Kebab und Pizza im Hinblick auf Beliebtheit und Verbreitungsgrad in Deutschland als deutsche Nationalgerichte bezeichnet.

### England

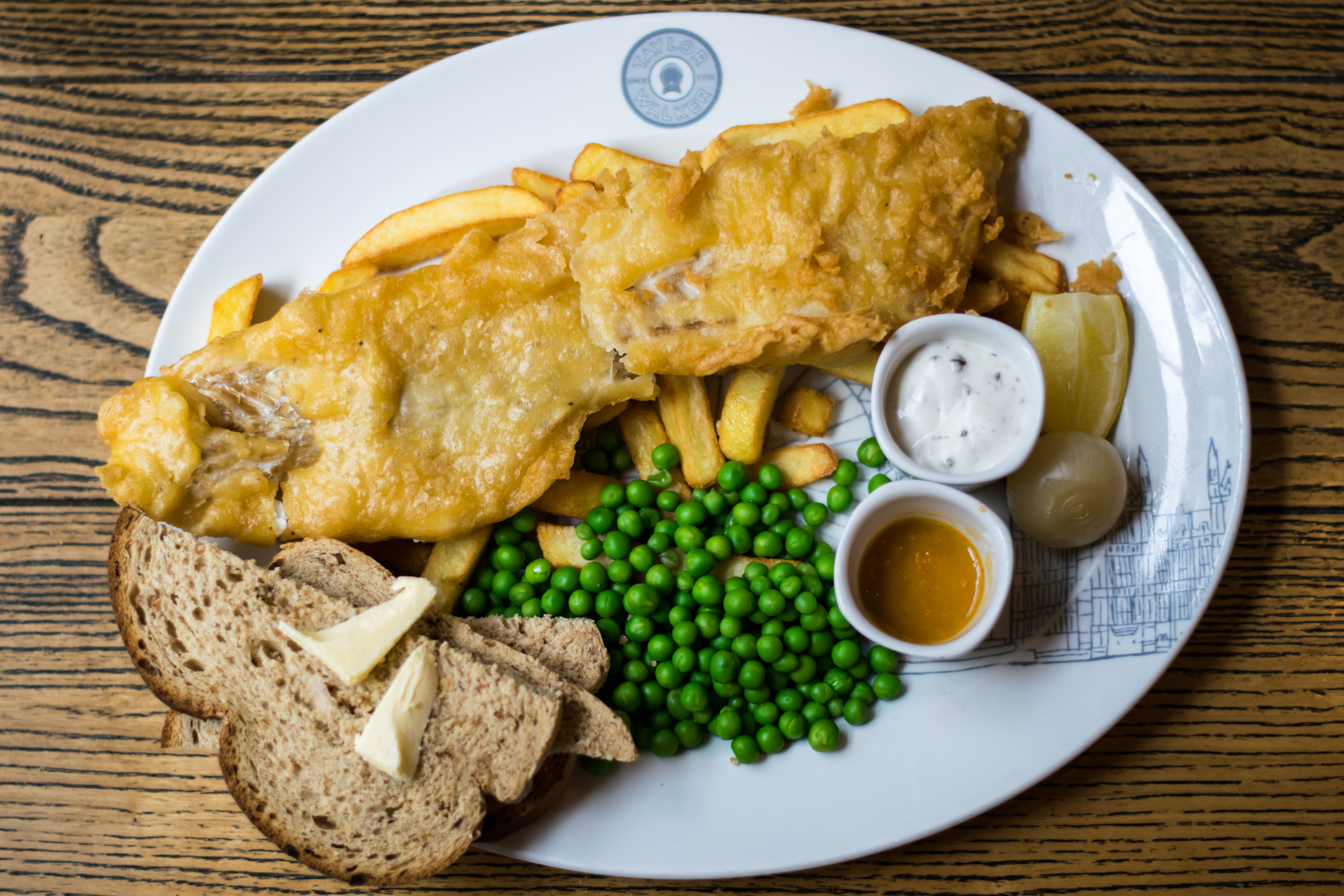
Ein Teller Fish and Chips

Als englisches Nationalgericht gilt heute Fish and Chips. Deutlich älter ist jedoch die nationale Identifikation mit dem Konsum von Rindfleisch, vor allem in der Form von Roastbeef. Diese Vorliebe wird seit Jahrhunderten in der Küchenliteratur nicht zuletzt betont, um sich von der französischen Küche abzugrenzen, die angeblich Gemüse bevorzugt. Belege für diese Beschreibung der Engländer als „Rindfleischesser“ gibt es seit dem 16. Jahrhundert, unter anderem bei William Shakespeare. Kulturhistoriker können anhand von Quellen nachweisen, dass der Rindfleischkonsum vor allem eine symbolische Funktion hatte, denn der Großteil der Bevölkerung lebte bis ins 19. Jahrhundert hinein vor allem von Getreide und Speisen wie Porridge.
Fleisch und vor allem rotes Fleisch wurde mit Kraft und Stärke assoziiert, wie es in dem patriotischen Lied The Roast Beef of Old England von Henry Fielding 1731 zum Ausdruck kommt: “When mighty Roast Beef was the Englishman's Food, it enobled our Hearts and enriched our Blood; our Soldiers were brave and our Courtiers were good. Oh, the Roast Beef of old England […].” (deutsch: „Als das mächtige Roastbeef die Nahrung der Engländer war, adelte es unsere Herzen und bereicherte unser Blut; unsere Soldaten waren tapfer und unsere Höflinge waren gut. Oh, das Roastbeef von Alt-England […].“) Viele englische Metzger schmücken ihre Geschäfte auch heute noch mit dem Union Jack. Bei einer Umfrage der BBC im Jahr 2004 nach wichtigen Symbolen der nationalen Identität nannten 73 Prozent der Befragten Roastbeef noch vor Yorkshire-Pudding und Fish and Chips.
Das Fast-Food-Gericht Fish and Chips ist in dieser Form in der Mitte des 19. Jahrhunderts entstanden. Der in Öl gebackene panierte Fisch (überwiegend Schellfisch und Kabeljau) war ursprünglich ein traditionelles Gericht jüdischer Einwanderer aus Portugal (Marranos), die im 16. Jahrhundert nach England kamen. Gebackene Kartoffeln wurden vor allem in Irland und auch in Lancashire gegessen. Den ersten Fish-and-Chips-Shop soll 1860 ein jüdischer Einwanderer namens Joseph Malin im Londoner East End eröffnet haben, 1863 folgte ein Imbissverkäufer in Lancashire. In der Folgezeit wurden Fish and Chips zu einem wesentlichen Bestandteil der Alltagskost der Unterschichten und hatten den Ruf, ein Arme-Leute-Essen zu sein. Spätestens während des Zweiten Weltkrieges wurde dieses Fast Food-Gericht aber auch in der Mittelschicht populär; es gehörte zu den wenigen Speisen, die während des Krieges von der Regierung nicht rationiert wurden.
In Meyers Konversations-Lexikon heißt es Ende des 19. Jahrhunderts über Englands Küche: „Weizenbrot und geröstetes Fleisch (an dessen Stelle beim Arbeiter häufig Speck tritt) sowie schwere Puddinge sind die Nationalgerichte. Roastbeef und aus Rosinen, Mehl, Nierenfett etc. zubereiteter Plumpudding fehlen auch dem armen Mann beim Weihnachtsfest nicht, selbst nicht in den Armenhäusern. Schweres Bier (Ale und Porter) und Wacholderschnaps (Gin) sind die Nationalgetränke.“

### Italien

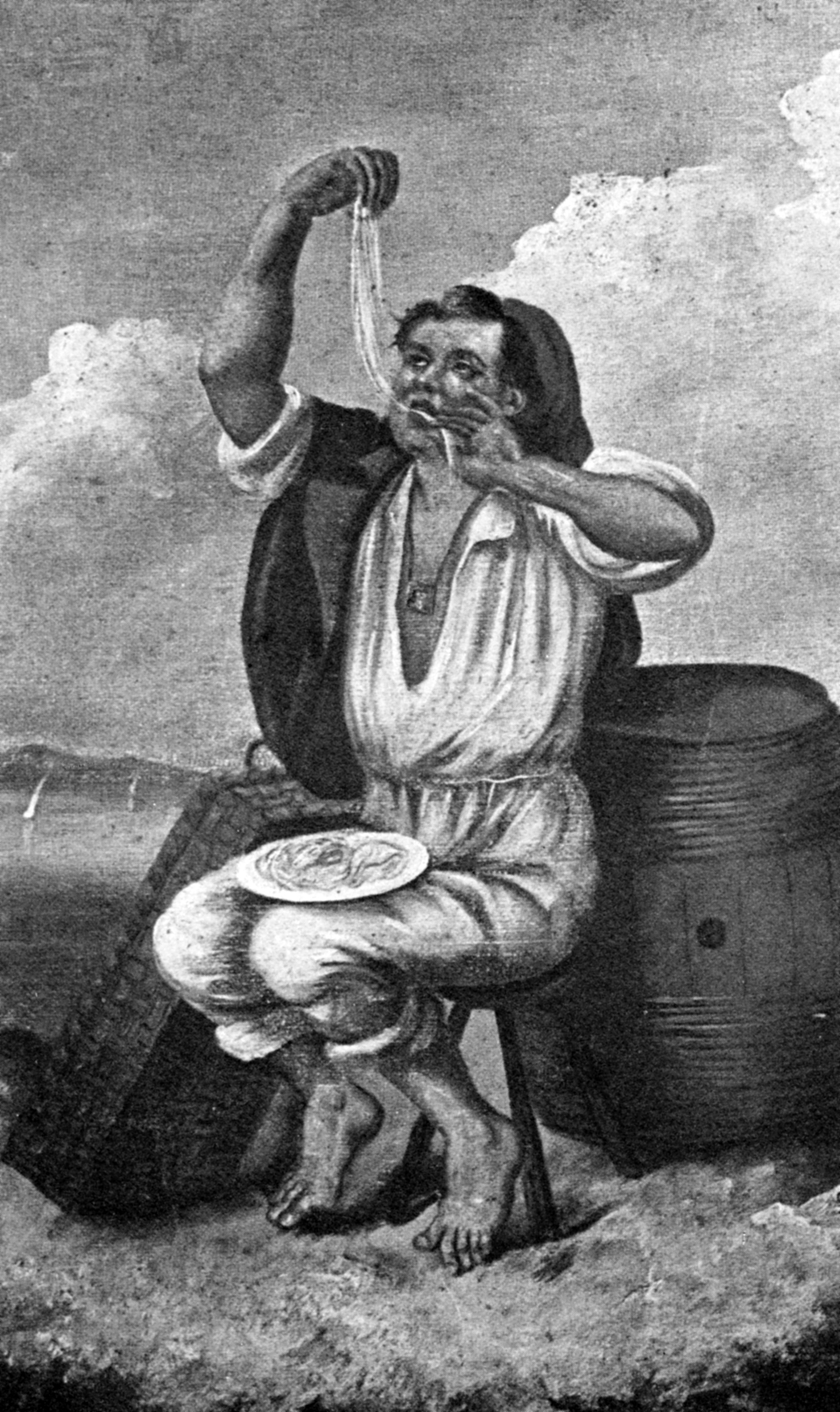
Neapolitanischer Makkaroni-Esser, volkstümliche Darstellung von 1890

Die Pizza war bis in die 1960er Jahre kein italienisches Nationalgericht, sondern lediglich in Neapel bekannt, wo 1830 die erste Pizzeria eröffnet wurde, aber auch dort war sie im 20. Jahrhundert nicht mehr besonders verbreitet. Sie war eine einfache Mahlzeit der ländlichen Bevölkerung. Das Gericht wurde jedoch häufig von neapolitanischen Einwanderern in den USA gegessen, so dass es als typisch italienische Spezialität angesehen wurde. Schon 1905 soll in Little Italy in Manhattan die erste Pizzeria in den USA eröffnet worden sein. Vor dem Zweiten Weltkrieg wurde Pizza in den USA praktisch nur von Italo-Amerikanern gegessen, doch in den 1950er Jahren wurde Pizza in zahlreichen Städten als Fast Food von Straßenhändlern und an Imbissbuden verkauft, allerdings in „amerikanisierter“ Form. 1957 kam in den USA die erste Tiefkühlpizza auf den Markt. Auf Grund der wachsenden Popularität der Pizza in den USA und in europäischen Ländern mit italienischen Einwanderern wurde sie in den 1970er Jahren quasi nach Italien re-importiert und landesweit bekannt.
Auch Pasta spielt in Italien erst seit dem 18. Jahrhundert eine wesentliche Rolle als Grundnahrungsmittel. Nur in Sizilien waren Nudeln bereits im Mittelalter Bestandteil der Alltagskost, weshalb Sizilianer innerhalb Italiens den Beinamen mangiamaccheroni, „Makkaronifresser“, erhielten. Im 17. Jahrhundert wurden Nudeln dann auch in Neapel eingeführt, als dort ein starkes Bevölkerungswachstum einsetzte und die Versorgung mit Fleisch und Gemüse, den bisherigen Hauptspeisen, nicht mehr ausreichte. Von Neapel aus kam es dann zur weiteren Verbreitung von Makkaroni und Spaghetti in den anderen Regionen Italiens. Sie wurden zunächst pur oder nur mit geriebenem Käse gegessen.

### Österreich

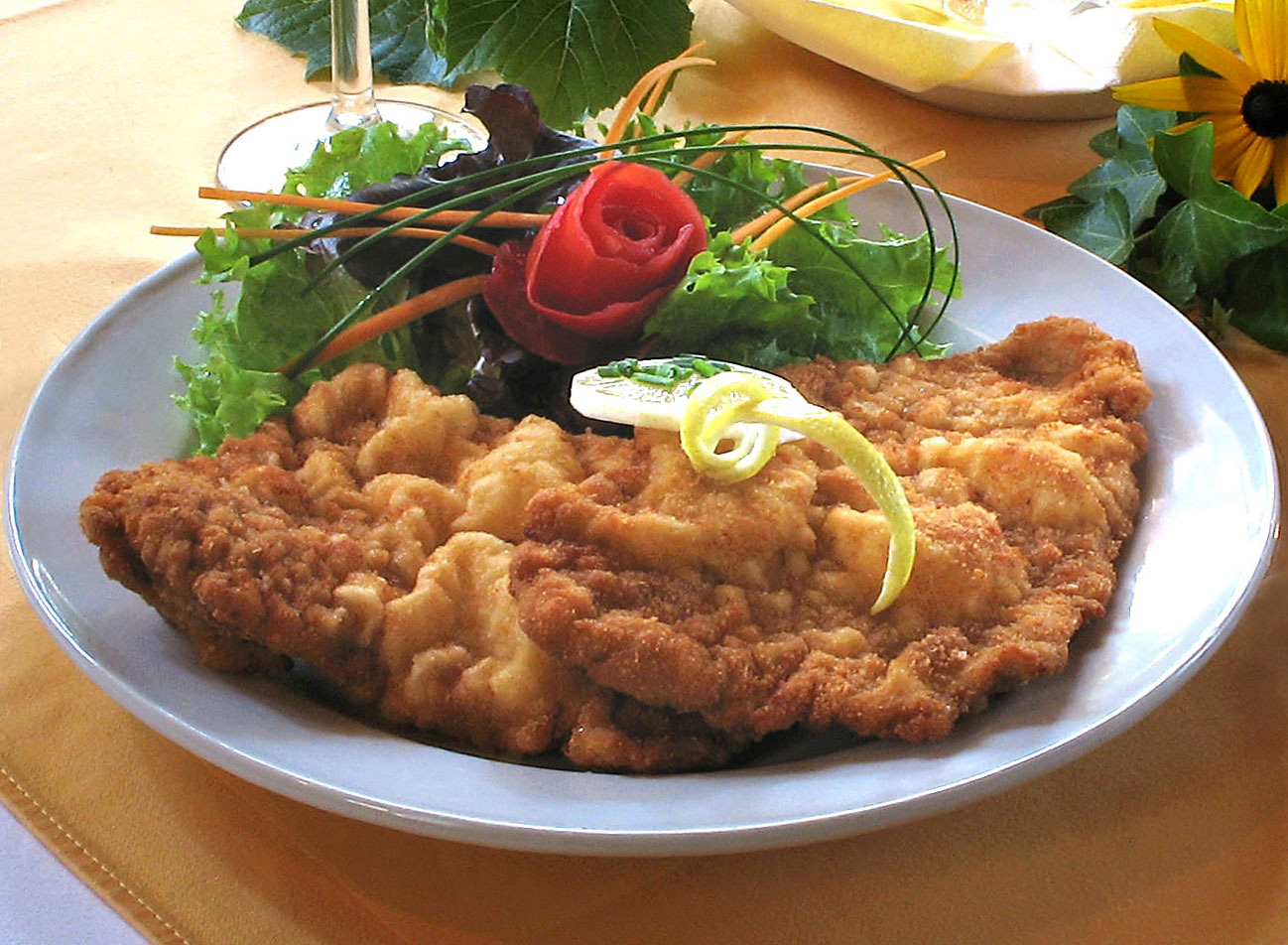
Wiener Schnitzel

Die österreichische Küche ist auf Grund der politischen Geschichte Österreichs und zahlreicher Zuwanderer traditionell eine „Vielvölkerküche“ mit vielen Gerichten aus anderen Länderküchen. Etliche österreichische Nationalspeisen stammen ursprünglich gar nicht aus Österreich. Der Apfelstrudel wurde zum Beispiel wie andere Strudel von den Janitscharen aus dem osmanischen Reich eingeführt. Die Salzburger Nockerln sind angeblich eine Nachahmung französischer Soufflés, Palatschinken sind tschechischen Ursprungs.
Aussagen über die internationalen Wurzeln der österreichischen und der Wiener Küche sind ihrerseits aber auch ein beliebter Topos der einheimischen Kulturgeschichtsschreibung, der eine Funktion erfüllt. Die Historikerin Susanne Breuss interpretiert die Übernahme und Veränderung ursprünglich ausländischer Gerichte in die eigene Küche auch als Ausdruck eines kulturellen Hegemoniestrebens, mit der die Vormachtstellung Österreichs in der Donaumonarchie betont werden solle. Als typisch für die eigene österreichische Küche wird in diesem Zusammenhang häufig die Fähigkeit hervorgehoben, die besten Gerichte verschiedener Küchen auszuwählen, zu verfeinern und in die eigene Küchentradition zu integrieren. „Die Betonung der multikulturellen Wurzeln in den Diskursen über die österreichische und im Speziellen der Wiener Esskultur macht deutlich, dass die Herausbildung nationaler kultureller Identität als Hybridbildung aufzufassen ist, in der heterogene kulturelle, sprachliche, soziale und regionale Elemente zu einer widersprüchlichen Einheit gewaltsam zusammengefügt werden.“
Das berühmte Wiener Schnitzel hat regelrecht die Funktion eines nationalen Symbols und wird auf Ansichtskarten in der Form des geografischen Umrisses von Österreich abgebildet oder in der Form des Wiener Stephansdoms. Dass es eine Kopie des italienischen Costoletta alla milanese ist und von Radetzky aus dem damals österreichischen Mailand eingeführt worden ist, haben Kulturhistoriker als Legende widerlegt. Dennoch hält sich diese Geschichte hartnäckig in Publikationen, außerdem wird häufig auf den angeblichen Ursprung des Panierens in Byzanz hingewiesen. „Es weist also vieles darauf hin, dass das Wiener Schnitzel nicht aus Mailand importiert wurde – für die im Selbst- wie im Fremdbild verankerte Vorstellung von der durch multikulturelle Einflüsse geprägten Wiener bzw. österreichischen Esskultur ist jedoch das jahrzehntelange Festhalten und Weiterspinnen der Mailand-Legende bezeichnend.“
Der ebenfalls sehr bekannte Tafelspitz geht angeblich auf die Vorliebe des österreichischen Kaisers Franz Joseph I. für gekochtes Rindfleisch mit Beilagen zurück, das bei Hof regelmäßig serviert wurde. Das Bürgertum übernahm die so „geadelte“ Speise als Sonntagsmahlzeit. Der Kaiserschmarrn war ursprünglich eine einfache Mahlzeit der Senner auf den Almen, die über offenem Feuer gebacken wurde und erst in der jüngsten Vergangenheit zur edlen Süßspeise verfeinert wurde. Eine andere berühmte Süßspeise ist die so genannten Sachertorte, die Franz Sacher im Auftrag Fürst Metternichs 1832 erfand.

### Schweiz

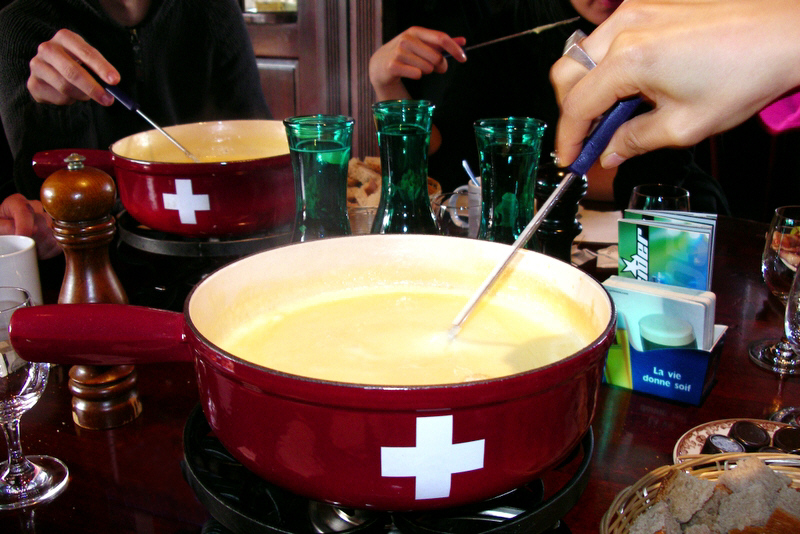
Schweizer Käsefondue

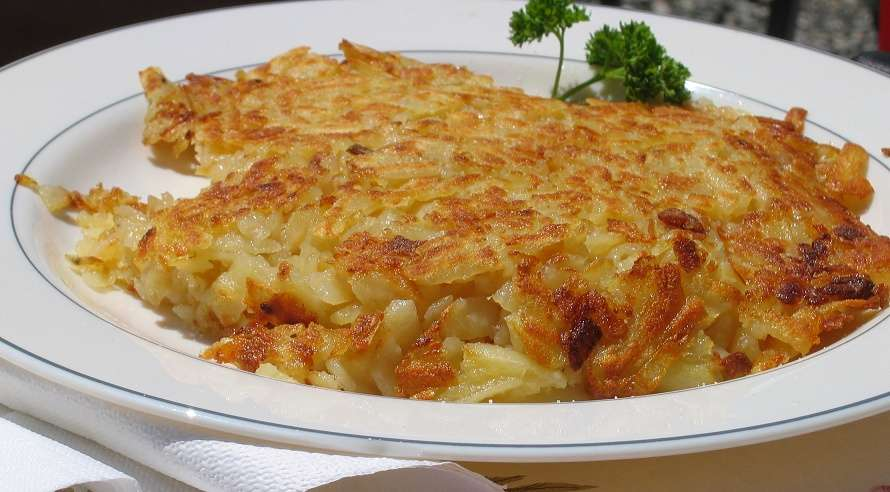
Rösti

Das bekannteste Schweizer Nationalgericht ist das Käsefondue. Es gilt als wahrscheinlich, dass es ursprünglich von Sennern über offenem Feuer zubereitet wurde und daher ein Gericht der Alpenregion ist. Die „Erfindung“ wird von mehreren Schweizer Kantonen für sich reklamiert, außerdem von der Region Savoyen. Die Bezeichnung ist jedenfalls französisch, abgeleitet von fondu (geschmolzen). Das erste überlieferte Fondue-Rezept wurde von dem bekannten französischen Gastronomiekritiker Jean Anthelme Brillat-Savarin im Jahr 1794 veröffentlicht. Die Zutaten waren Gruyère, Eier und Butter. Wein als Fondue-Zutat wird in Kochbüchern erst nach 1900 erwähnt. Als Nationalgericht wird es jedoch erst seit den 1950er Jahren angesehen, nachdem es als reguläre Verpflegung in die Kantinen des Militärs aufgenommen worden war und mit einem Slogan der Schweizerischen Käseunion beworben wurde: „Fondue isch guet und git e gueti Luune“ – in den Achtzigern wurde dann dessen Akronym FIGUGEGL eingesetzt. Die Soldaten verbreiteten das Gericht nach dem Ende ihres Militärdienstes in den Familien. 1955 kam in der Schweiz das erste Fertigfondue auf den Markt. Eva Barlösius: „Es (das Fondue, erg.) wurde zur Zeit der Weltwirtschaftskrise erfunden, um die heimischen Käsehersteller gegenüber den bereits industrialisierten Käseproduzenten, beispielsweise aus Holland, wirtschaftlich zu stärken. Dies erklärt auch, weshalb die Rezeptur Käsesorten aus verschiedenen Schweizer Regionen verlangt.“
Der Name des Nationalgerichtes Raclette stammt vom hölzernen Rakel, mit dem der abschmelzende Käse vom halben Käselaib auf den Teller gestrichen wird. Der Käse lag traditionell einfach auf dem eisernen Herd, heute dicht vor einer elektrischen Heizschlange eines entsprechenden Haushaltsgerätes.
Verbreitet sind auch die Rösti. Gekochte und geschälte Kartoffeln, manchmal auch rohe, werden übers Raffeleisen gerieben und die Späne zusammen mit Zwiebelringen in Schweineschmalz oder Butter gebraten. Rösti gibt es in vielen Variationen, zum Beispiel zusätzlich mit Speck, Käse, Spiegelei usw.

### Ungarn

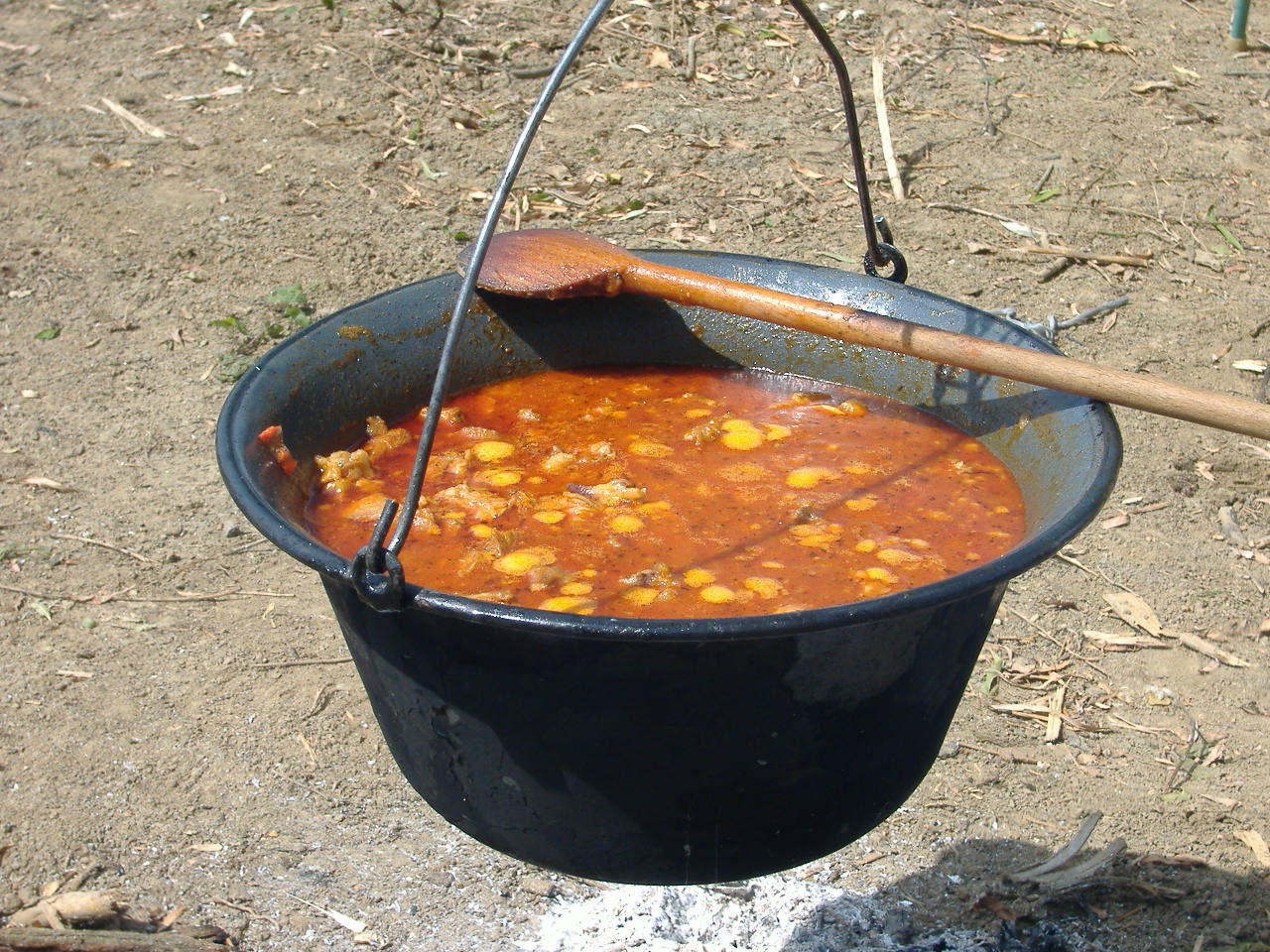
Gulasch im Kessel

Ein Gericht, das seit der Mitte des 17. Jahrhunderts von den Ungarn selbst als typisch ungarisch angesehen wurde, war ein Eintopf mit Sauerkraut und Fleisch, der von allen Schichten gegessen wurde. Gulyás (eingedeutscht Gulasch) war zunächst nur eine einfache Mahlzeit der magyarischen Viehhirten, die in Kesseln über offenem Feuer zubereitet wurde. Dabei handelte es sich um einen Eintopf, der Ähnlichkeit mit der bei uns bekannten Gulaschsuppe hat. Das Wort gulyás bedeutet wörtlich „Viehhirte“, das Gericht hieß eigentlich „gulyás hús“ (Hirtenfleisch). Gewürzt wurde es ursprünglich nur mit Salz und Pfeffer, denn Paprika wurde erst seit dem 17. Jahrhundert in Ungarn angebaut. Es galt zu dieser Zeit als billiger Pfefferersatz für das einfache Volk.
Als der ungarische Adel sich Ende des 18. Jahrhunderts gegen den österreichischen Kaiser und ungarischen König Joseph II. auflehnte, der ein Großreich aus Österreich, Böhmen und Ungarn schaffen wollte, erfand er Symbole nationaler Kultur, um sich von Österreich und Böhmen abzugrenzen. Dazu gehörte neben einer ungarischen Tracht die Deklaration von gulyás zum Nationalgericht, obwohl der ungarische Adel es noch nie gegessen hatte, denn dieses Gericht war in Österreich unbekannt, Paprika wurde in der österreichischen Küche nicht verwendet. Im 19. Jahrhundert übernahmen die Österreicher jedoch unerwartet zunächst Rezepte für den Eintopf und dann auch ein ungarisches Fleischgericht mit Paprika, das in Ungarn selbst pörkölt heißt. In Österreich benannte man es jedoch nach dem Eintopf, eingedeutscht Gulasch, und machte das Gericht unter diesem Namen als typisch ungarisch populär.
Im späteren Reich Österreich-Ungarn spielte die nationale Komponente dann keine Rolle mehr, zu diesem Zeitpunkt war gulyás eine Alltagsspeise der Mittelschicht geworden. Als Nationalgericht wurde gulyás in Ungarn erst wieder im 20. Jahrhundert auf Initiative der Tourismusindustrie bezeichnet, wobei Touristen darunter aber pörkölt verstehen.

### Dänemark

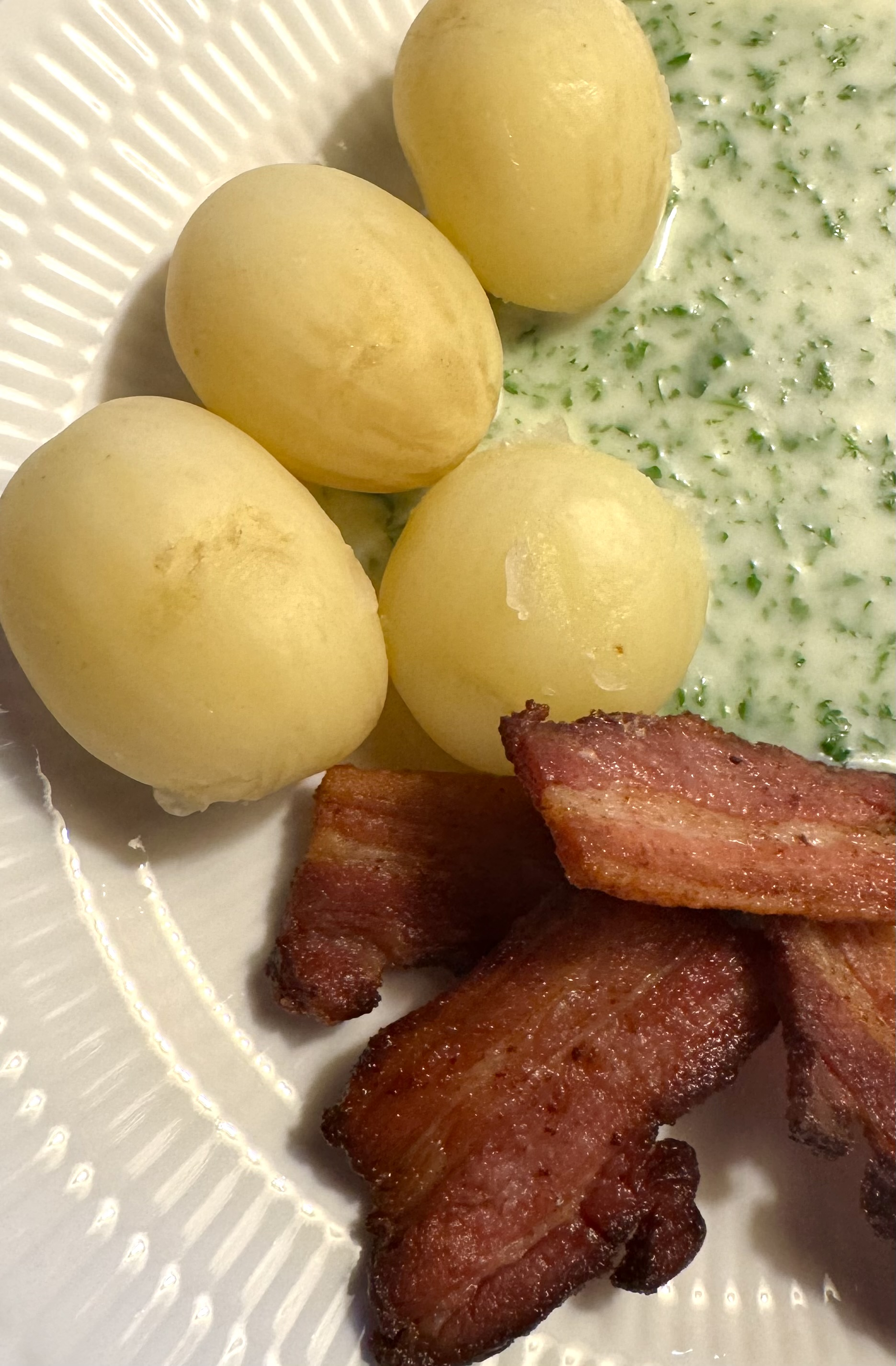
Gebratener Speck mit Salzkartoffeln und Petersiliensoße

Gebratener Speck mit Salzkartoffeln und Petersiliensoße (stegt flæsk med kartofler og persillesovs) wurde 2014 zum dänischen Nationalgericht gewählt.
An zweiter Stelle als Nationalgericht stand Smørrebrød (üppig belegte Butterbrote) und an dritter Stelle Hackfleischklöße mit Salzkartoffeln und brauner Soße (hakkebøf med kartofler og sovs).

### Slowakei

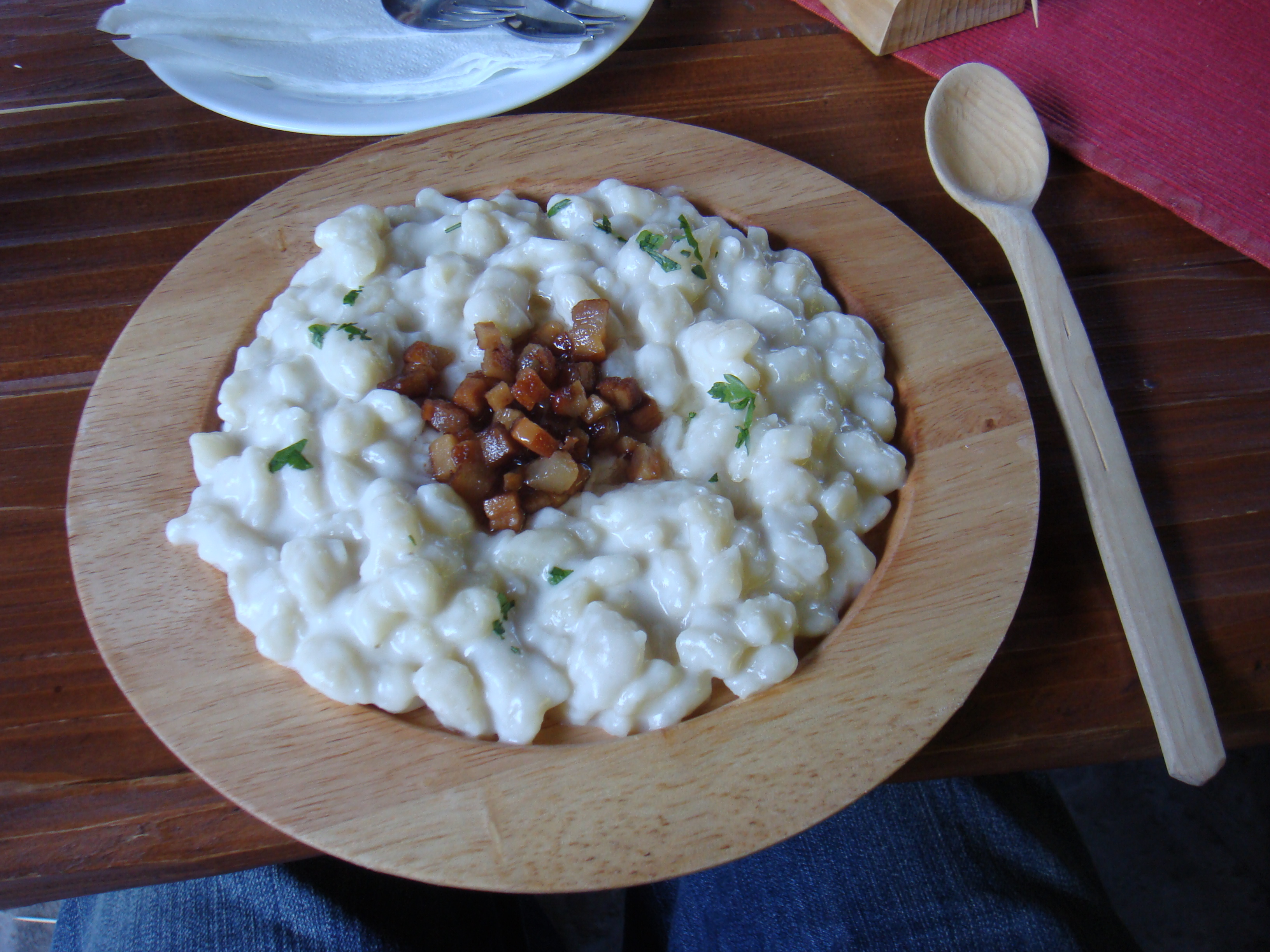
Traditionelle Brimsennocken mit gebratenem Speck

Brimsennocken (Bryndzové halušky) sind das slowakische Nationalgericht. Es wird aus Kartoffeln, Mehl, Salz, Brimsen (bryndza, ein Schafkäse) und Speck zubereitet. Brimsennocken werden oft mit einem Glas Sauermilch, Milch oder Žinčica (ein aus Schafskäsezubereitung stammendes Molke-Getränk) serviert.
Die Kartoffel ist ein wichtiger Bestandteil der Halušky (Haluschky), hat sich aber in der Slowakei erst im 19. Jahrhundert durchgesetzt. In diesem Jahrhundert ging auch die Schafzucht in der Slowakei zurück. Brei, vor allem aus Gerste, Buchweizen und Hirse, war ein alltägliches Nahrungsmittel. Hülsenfrüchte, geräuchertes Fleisch und Kohlgemüse waren ebenfalls beliebt. Was die Brimsennocken zum Nationalgericht der Slowaken macht, ist seine Einzigartigkeit in der Weltgastronomie.

## Historische Zuordnungen
Meyers Konversationslexikon bezeichnet Ende des 19. Jahrhunderts eine Reihe von Gerichten explizit als Nationalgerichte, die heute im Allgemeinen nicht mehr als solche angesehen werden.
- England: Pudding, Roastbeef, Porridge
- Frankreich: Petit salé (gesalzenes Schweinefleisch)
- Irland: Irish Stew
- Italien: Polenta
- Niederlande: Water-Zode (eine Fischsuppe)
- Pakistan: Nihari
- Russland: Piroggen, Kutja
- Spanien: Kichererbsen (garbanzos), Puchero (ein Eintopf), Olla podrida